# Sveriges psykologförbund
Sveriges Psykologförbund (SPF), även kallat Psykologförbundet är de svenska psykologernas fack- och yrkesförbund. Förbundet grundades 1955 och tillhör SACO, Sveriges Akademikers Centralorganisation. Psykologförbundet har cirka 12 000 medlemmar.
Psykologförbundet ger ut tidningen Psykologtidningen cirka en gång i månaden. Tidningen innehåller bland annat facklig information, artiklar om den senaste forskningen och annonser. Sveriges Psykologförbund delar varje år ut Stora psykologpriset och Lilla Psykologpriset. SPF driver även Psykologiguiden vilken är en webbplats om psykologi vars huvudsyfte är att sprida kunskap om psykologi till allmänheten. Via Psykologiguiden får allmänhet, företag och organisationer också råd och stöd i psykologiska frågor och kan hitta privatpraktiserande psykologer inom olika verksamhetsområden, i hela Sverige.

## Yrkesföreningar

### Sveriges Geropsykologers Förening (SGF)
Föreningen fick 1995  en interimistisk ställning som yrkesförening inom Psykologförbundet.

## Förbundsordförande
- 1972–1987: Inga Sylvander
- 1987–2001: Birgit Hansson
- 2001–2004: Torgny Danielsson
- 2004–2013: Lars Ahlin
- 2013–2020: Anders Wahlberg
- 2020–: Kristina Taylor

## Facklig anslutning
Åren 2017–2019 låg den fackliga organisationsgraden för psykologer och psykoterapeuter i intervallet 81-89 procent.